# 一武站
一武站（日语：／ Ichibu eki */?）位於熊本縣球磨郡錦町大字一武，是球磨川鐵道湯前線的車站。

## 車站構造
擁有岸式1面1線的月台的無人車站，站前商店設有公共電話。以前有相對式2面2線月台，可提供列車交換功能，現在北側為昔日月台的遺跡。

## 車站周邊
- 站前有商店。週邊的田園地帶是村落的所在。
  - 熊本縣道262號覺井一武線。
  - 錦町立錦中學 - 約3公里。
  - 錦町公所 - 約2公里。

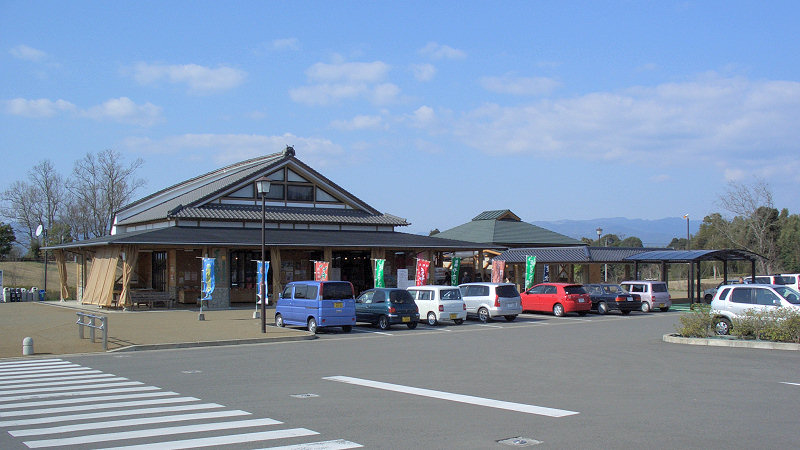
國道219號道之驛錦(2007年3月)

  - 國道219號 - 熊本縣道262號南方約1.5公里。
- 國道219號沿路設施。
  - 道之驛錦 - 約1.5公里。
  - 錦町圖書館 - 約1.7公里。
  - 錦郵局 - 約2公里。
- 球磨川對岸設施（熊本縣道262號北方過球磨大橋）。
  - 窪田越後墓 - 約1.5公里。
  - 錦町立木上小學 - 約2公里。
  - 球磨郊區俱樂部- 約3公里。

## 歷史
- 1924年3月30日　國鐵湯前線通車時設立。
- 1963年4月1日 - 業務委託化。
- 1971年2月20日 - 無人化。
- 1987年4月1日 - 國鐵分割民營化後成為九州旅客鐵道（JR九州）轄下的車站。
- 1989年10月1日 - 湯前線交由球磨川鐵道營運。
- 1995年　完成現在的簡易站房。

## 相鄰車站
球磨川鐵道
湯前線
肥後西村－一武－木上

## 外部連結
- 球磨川鐵道各站資訊 （页面存档备份，存于）（日語）